# Halacritus blackwelderi
Halacritus blackwelderi är en skalbaggsart som beskrevs av Wenzel 1944. Halacritus blackwelderi ingår i släktet Halacritus och familjen stumpbaggar.

## Underarter
Arten delas in i följande underarter:
- H. b. pacificus
- H. b. blackwelderi